# Colomera
Colomera es una localidad y municipio español situado en la parte suroccidental de la comarca de Los Montes, en la provincia de Granada, comunidad autónoma de Andalucía. Limita con los municipios de Montillana, Benalúa de las Villas —incluido un pequeño enclave en el centro del término municipal benalueño—, Iznalloz, Albolote, Atarfe y Moclín. Cuenta con una población de 1278 habitantes (INE 2024).
El municipio colomereño comprende los núcleos de población de Colomera y Cauro, así como los diseminados de Los Morales y Saladillo.

## Toponimia
El origen del nombre es Columbaira del latín para «nido de paloma» o «palomar», ya que antiguamente existían muchas palomas en dicha población.

## Historia
Colomera tiene antecedentes romanos, visigodos y árabes y ha sido siempre referente y encrucijada en los caminos que comunicaban hacia la Meseta y centro de la península, aparece en libros que relatan las distintas épocas y etapas de su historia con referencias a fechas, personajes y acontecimientos importantes.

## Geografía

### Situación
Integrado en la comarca de Los Montes, se encuentra situado a 31 kilómetros de la capital provincial, a 65 de Jaén, a 178 de Almería y a 298 de Murcia. El término municipal está atravesado por la carretera A-403, que conecta la ciudad de Alcalá la Real con la autovía A-44.
| Noroeste: Montillana | Norte: Montillana      | Nordeste: Benalúa de las Villas e Iznalloz |
| Oeste: Moclín        |                        | Este: Albolote                             |
| Suroeste: Moclín     | Sur: Atarfe y Albolote | Sureste: Albolote                          |

## Demografía
Colomera cuenta con una población de 1278 habitantes (INE 2024).
| Gráfica de evolución demográfica de Colomera entre 1842 y 2021 |
| |
| Población de derecho según los censos de población del INE Población de hecho según los censos de población del INEEntre el censo de 1857 y el anterior, disminuye el término del municipio porque independiza a Montillana |

## Economía
La economía del municipio es fundamentalmente agrícola, en la que hay que destacar el cultivo del olivar, que produce alrededor de cinco millones de litros de aceite en dos cooperativas agrarias: la de Nuestra Señora del Pilar en Colomera y la de San Sebastián en Benalúa de las Villas, ya que la mayoría de la aceituna que se moltura en esta segunda cooperativa se produce en el término municipal colomereño.
Otra de las fuentes de ingresos y puestos de trabajo que genera viene de la fabricación de sábanas de invierno en la popular empresa textil El Cisne Rojo, que suministra sábanas de franela por toda España y a diferentes países europeos. Es de destacar también el importante lugar que ocupa el turismo rural, en las últimas décadas para el desarrollo de la zona en una economía sostenible.

### Evolución de la deuda viva municipal
El concepto de deuda viva contempla sólo las deudas con cajas y bancos relativas a créditos financieros, valores de renta fija y préstamos o créditos transferidos a terceros, excluyéndose, por tanto, la deuda comercial.
| Gráfica de evolución de la deuda viva del Ayuntamiento de Colomera entre 2008 y 2023                |
| |
| Deuda viva del Ayuntamiento de Colomera, en miles de euros, según datos del Ministerio de Hacienda. |

## Política
Los resultados en Colomera de las últimas elecciones municipales, celebradas en mayo de 2023, son:
| Elecciones Municipales - Colomera (2023) | Elecciones Municipales - Colomera (2023) | Elecciones Municipales - Colomera (2023) | Elecciones Municipales - Colomera (2023) | Elecciones Municipales - Colomera (2023) |
| Partido político                         | Partido político                         | Votos                                    | %Válidos                                 | Concejales                               |
| ---------------------------------------- | ---------------------------------------- | ---------------------------------------- | ---------------------------------------- | ---------------------------------------- |
|                                          | Partido Socialista Obrero Español (PSOE) | 337                                      | 37,56%                                   | 4                                        |
|                                          | Partido Popular (PP)                     | 332                                      | 37,01%                                   | 3                                        |
|                                          | Juntos por Colomera (PJPC)               | 121                                      | 13,48%                                   | 1                                        |
|                                          | Vox (VOX)                                | 102                                      | 11,37%                                   | 1                                        |

## Monumentos

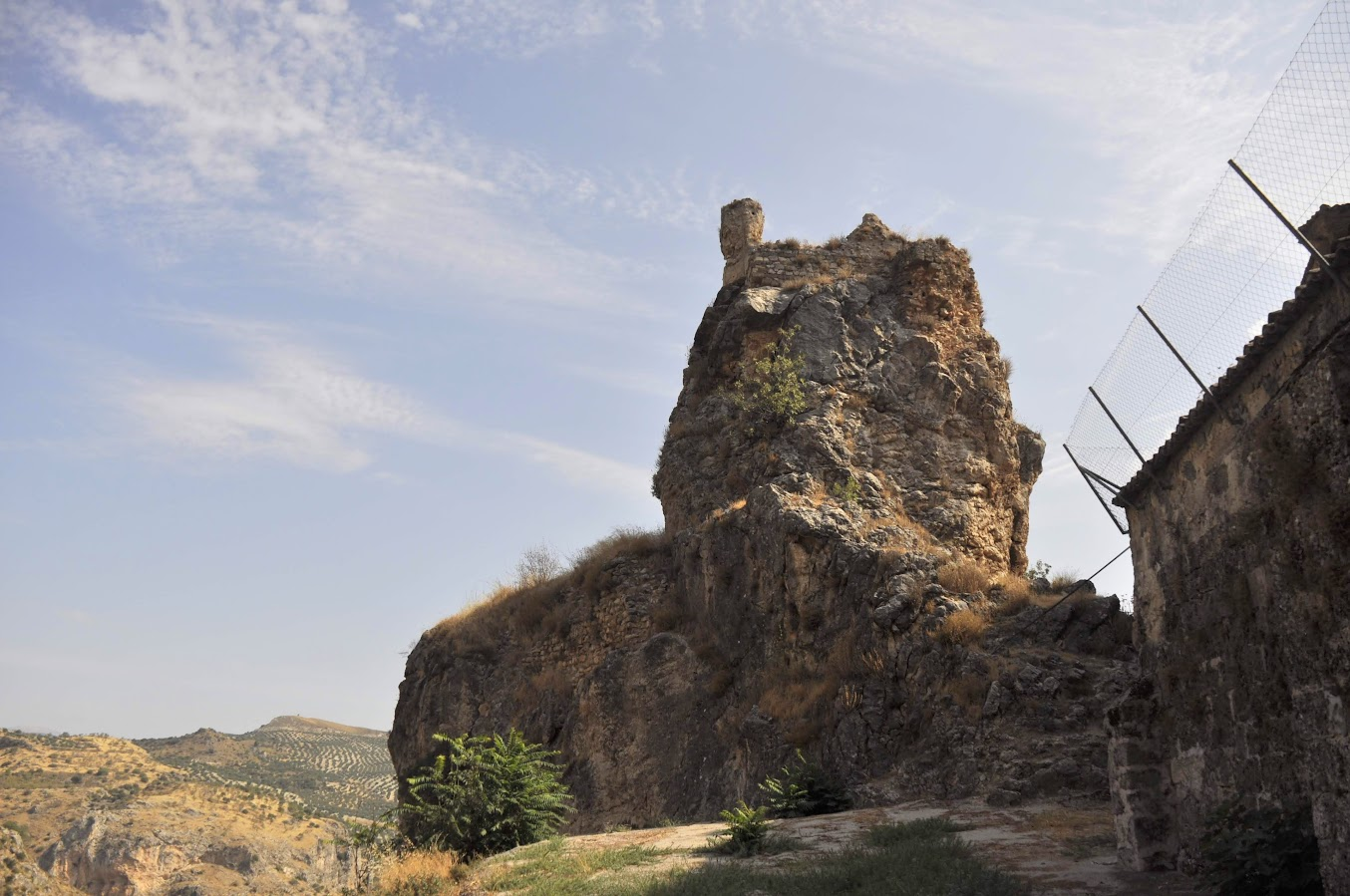
Restos del castillo

- Castillo de la Colomera
- Iglesia de la Encarnación
- Puente romano